# Slavkovský vrch
Slavkovský vrch (německy Milchhübel) je vrchol v jižní části Oderských vrchů (části Nízkého Jeseníku), který má nadmořskou výšku 636 m n. m. Nachází se na katastrálním území Kozlov u Velkého Újezdu v části Slavkov obce Kozlov v okrese Olomouc v Olomouckém kraji. Slavkovský vrch se zvedá severně nad vesnicí Bohuslávky a jižně od Slavkova. Na vrcholu jsou louky a kopec se využívá také jako pastviny.

## Další informace
Východní svahy Slavkovského vrchu obtéká potok Trnávka a východním směrem se také nachází vrchol Obírka. Západní svahy Slavkovského vrchu odvádějí vodu do potoka Říka. Jihovýchodním směrem na svahu se nachází pramen Melčova studánka.
Poblíž vrcholu Slavkovského vrchu vede cyklostezka ze Staměřic do Slavkova a také turistická značka z Pekla údolím Srnkova do Ranošova.
Z vrcholu je vidět do okolí (Moravská brána, Hostýnské vrchy aj.).
V severních svazích Slavkovského vrchu u Slavkova se nachází bývalý německý hřbitov.
Pod Slavkovským vrchem u obce Bohuslávky se, v souvislosti s odstraňováním skrývky dálnice D1, podařilo nalézt 1200 archeologických objektů z neolitu (kultura s lineární keramikou).

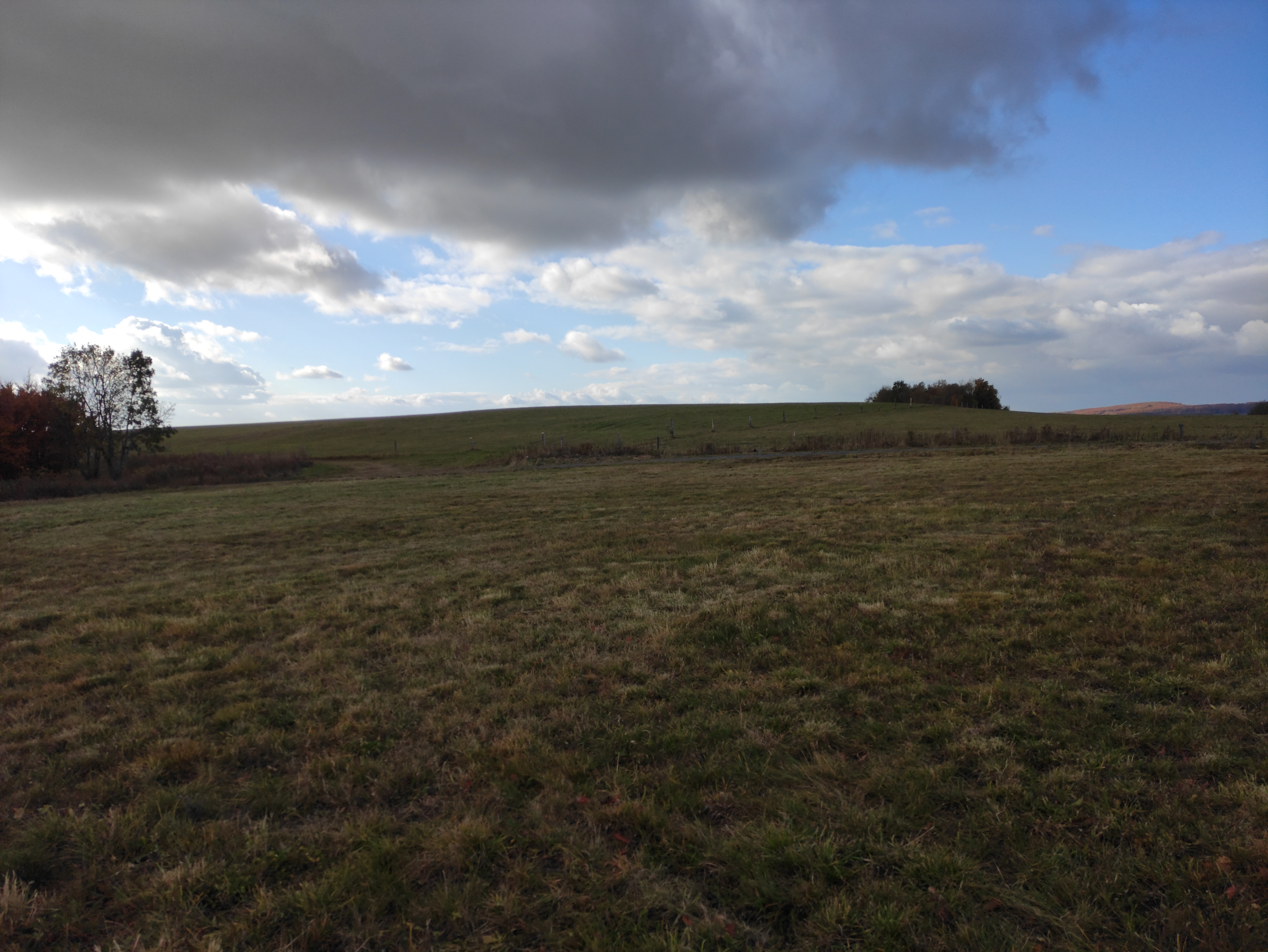
Vrchol kopce